# Yörük
De Yörük zijn het laatste nomadische Turkse volk in Turkije. De Yörük waren onderdeel van de Oğuzen, die in de 11e eeuw naar Anatolië trokken. Zij vestigden zich voornamelijk in het Taurusgebergte. De Yörük vormen een aparte etnische groep, als een soort clan, binnen de Turkse bevolking. Hun naam betekent in het Turks zij die lopen, en ze maakten tot het begin van de 20e eeuw ook een belangrijk deel uit van de Turkse bevolking in de Balkan. De Yörük worden in geschriften van vroege Turkologen als Mahmud al-Kashgari niet genoemd als aparte stam, wat er op duidt dat de groep mogelijk pas na de 12e eeuw is ontstaan uit een mengeling van Turkse nomaden en inheemse Anatolische pastorale volkeren. Soms worden de Yörük tot de Turkmenen gerekend, maar deze term komt globaal overeen met de Oğuzen.

## Geschiedenis
De Yörük waren een van de eerste volkeren die onder de leiding van de Osmaanse Turken (een andere stam) naar het Europees continent trokken. Met name de Kailar, een familie van Yörük, vestigden zich in delen van Macedonië en Thracië. De meeste Yörük moesten de Balkan ontvluchtten in de 19e eeuw, maar ook tegenwoordig zijn er nog kleine gemeenschappen.

## Cultuur
Hoewel de Yörük niet het enige nomadische volk in Turkije zijn (er is ook een grote Roma populatie), staan zij wel symbool voor het nationale verleden van Turkije, daar de Turkse volkeren in het verleden uitsluitend een nomadisch bestaan hebben geleefd. In tegenstelling tot de meeste Europese landen is het in Turkije voor de nomaden niet verboden om naar vrije wil rond te trekken en gebruik te maken van publieke grond voor hun dieren. Toch hebben de Yörük het moeilijk door de groeiende Turkse economie, die voor hen obstakels opwerpt als snelwegen, spoorlijnen en industriële zones waardoor zij steeds grotere afstanden moeten afleggen.
De cultuur van de Yörük vertoont veel gelijkenis met die van de nomadische Griekse Sarakatsani van Thracië. Belangrijke onderdelen van de cultuur zijn tapijtweven en het reciteren van volkslegendes. Tussen de seizoenen trekken zij rond, maar in de zomer vestigen zij zich meestal nabij vruchtbare hooggelegen weidegrond (yayla), waar zij dan ook een huisje hebben.